# Sainey Nyassi
Sainey Nyassi (* 31. Januar 1989 in Bwiam) ist ein gambischer ehemaliger Fußballspieler, der als Mittelfeldspieler agierte.

## Vereinskarriere
Nach guten Leistungen bei der U-20-Fußball-Weltmeisterschaft 2007 unterschrieb er im September 2007 zusammen mit seinem gambischen Mannschaftskameraden Abdoulie Mansally einen Vertrag bei New England Revolution.
Sein Ligadebüt gab er am 9. September 2007 im Spiel gegen D.C. United, als er in der 82. Minute eingewechselt wurde. Sein erstes Tor erzielte er am 29. März 2008 beim 3:0-Sieg über Houston Dynamo. Zu Beginn der Saison 2013 wechselte er nach insgesamt 104 Ligaspielen und acht Toren für New England Revolution zum Ligakonkurrenten D.C. United. Für D.C. spielte er insgesamt 14 Mal.
Im Juni 2014 wechselte Nyassi in die finnische Veikkausliiga zu Rovaniemi PS.

## Nationalmannschaft
Bislang spielte Nyassi für die diverse Jugendauswahlmannschaften von Gambis. Er nahm 2007 an der FIFA U-20 Weltmeisterschaft teil. 2010 war er auch für die Gambische Fußballnationalmannschaft aktiv und erzielte im WM-Qualifikationsspiel gegen Namibia sein erstes Tor.

## Privates
Sein Zwillingsbruder, Sanna Nyassi, spielt in der Major League Soccer bei den San Jose Earthquakes.